# Twierdza Kristiansten

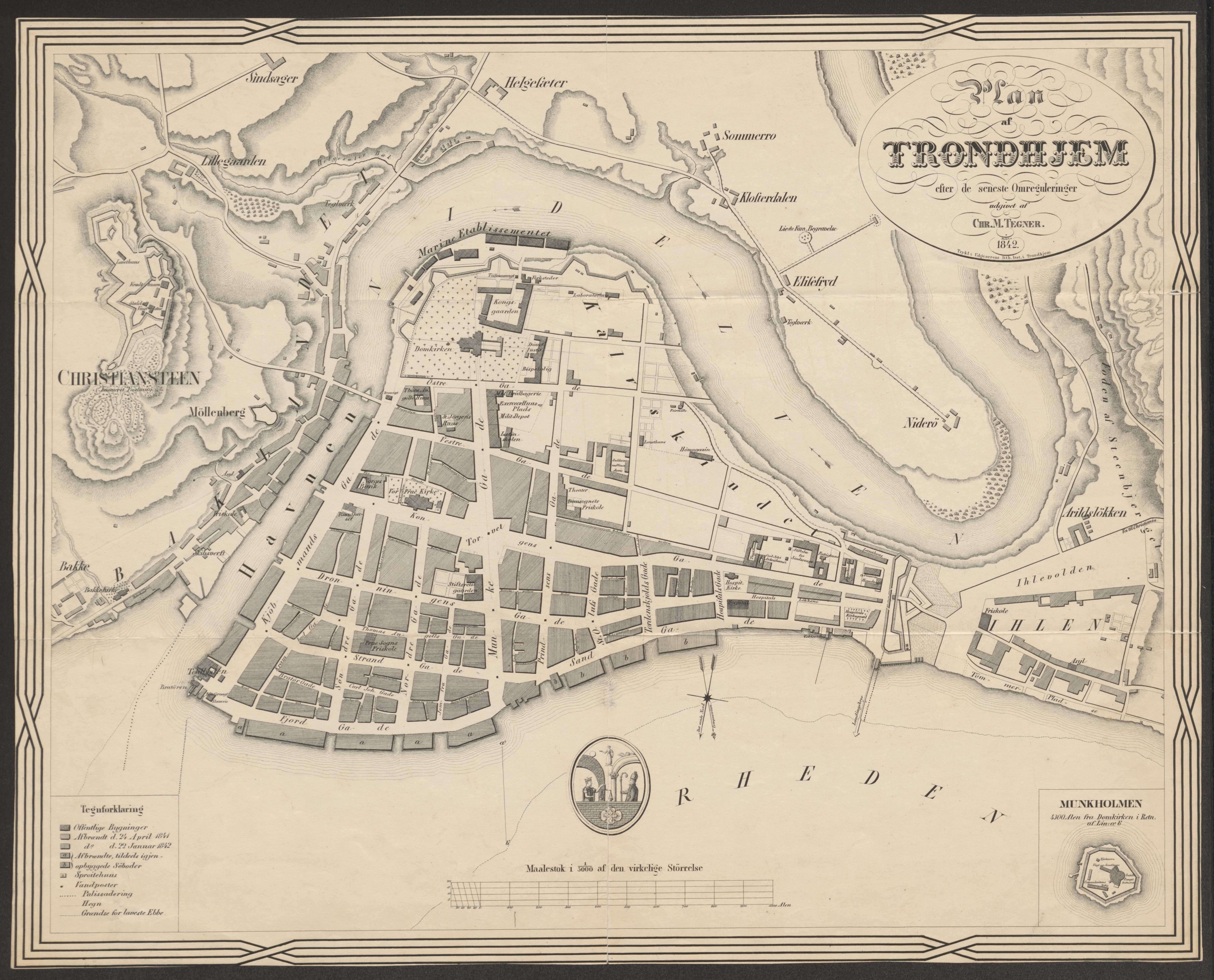
Plan miasta z fortyfikacjami, twierdza Kristiansen z lewej strony

Kristiansten – fort na wzgórzu we wschodnim Trondheim, osłaniający flankę miasta, najlepiej zachowana XVII-wieczna twierdza w Norwegii.
Twierdzę na polecenie króla Chrystiana V zbudowali gen. Johan Caspar von Cicignon i naczelny kwatermistrz Anthony Coucheron w latach 1681–84, jako część programu odbudowy miasta po wielkim pożarze w 1681. Twierdza położona jest na dominującym okolicę wzgórzu, około 700 m od katedry Nidaros.
Cicignon i Coucheron zaplanowali nowe miasto o szerokich, równomiernie rozmieszczonych ulicach, bronione przez wały miejskie od południa i zachodu, od wschodu – przez położoną podówczas za miastem twierdzę Kristiansten, a od północy – przez fort na wyspie Munkholmen. Dominującym elementem Kristansten festning jest czworokątna, czteropiętrowa wieża artyleryjska, tzw. „donżon”. Twierdza została rozbudowana w XVIII w. w obliczu zagrożenia szwedzkiego; gdy przeminęło ono po unii szwedzko-norweskiej straciła znaczenie militarne i królewskim rozkazem z 1816 roku miała zostać „porzucona na pastwę czasu”. W czasie II wojny światowej była miejscem więzienia i egzekucji członków norweskiego ruchu oporu.
Zewnętrzny obwód wałów składa się ze skierowanego ku północy bastionu księcia koronnego, wzniesionego w latach 1745–48; na północ od niego znajdowała się czworokątna reduta Frohlicha zaplanowana pierwotnie przez Cicignona i usypana w 1691 roku (zachowały się ślady wałów).